# Herminia approximata
Herminia approximata är en fjärilsart som beskrevs av Chalmers-hunt 1961. Herminia approximata ingår i släktet Herminia och familjen nattflyn. Inga underarter finns listade i Catalogue of Life.